# Matterhorn-Blitz
 (janvier 2018).
Si vous disposez d'ouvrages ou d'articles de référence ou si vous connaissez des sites web de qualité traitant du thème abordé ici, merci de compléter l'article en donnant les références utiles à sa vérifiabilité et en les liant à la section « Notes et références ».
Pour les articles homonymes, voir Matterhorn.
Matterhorn-Blitz (« l'éclair du Cervin » en français) est une Wild Mouse, située à Europa-Park, construite par l'usine allemande Mack Rides. 
Cette attraction est inaugurée le 25 mars 1999 dans le quartier Suisse du parc.

## Parcours
Ces montagnes russes débutent de façon très particulière : le visiteur entre dans une tour, qui a des décors de ferme, et monte en ascenseur. Une fois arrivé en haut, le wagonnet s'immobilise un petit moment avant d'entamer une descente très abrupte. La suite du parcours se fait à grande vitesse et est agrémentée de virages en épingle à cheveux, orientés vers l'extérieur. Après les virages à 180°, les trains de 4 places (2x2) parcourent le village suisse, et avant que le parcours ne s'achève, les wagonnets font une descente avec une prise de photos. Un dernier virage et les wagonnets sont de retour à la gare d'embarquement décorée en fromagerie.

## Caractéristiques
- Hauteur : 16 mètres
- Longueur : 383 mètres
- Vitesse maximale : 60 km/h
- Débit théorique : 960 pers./h